# Symplectoscyphus elegans
Symplectoscyphus elegans är en nässeldjursart som först beskrevs av Nutting 1904.  Symplectoscyphus elegans ingår i släktet Symplectoscyphus och familjen Sertulariidae. Inga underarter finns listade i Catalogue of Life.